# Джимми Киммел в прямом эфире
«Джи́мми Ки́ммел в прямо́м эфи́ре» (англ. Jimmy Kimmel Live!) — американское ночное ток-шоу, созданное Джимми Киммелом и транслируемое на телеканале ABC.
Первая ночная часовая серия была показана 26 января 2003 года. Производством ток-шоу занималась компания Jackhole Productions в содружестве с ABC Studios. Телеканал ABC имел обыкновение повторять предыдущую серию в 7 часов утра, но на данный момент этого уже не происходит.
«Джимми Киммел в прямом эфире» на самом деле показывался не в прямом эфире, а записывался на плёнку в 19:00 по Тихоокеанскому времени, то есть за два часа до выхода в эфир. Тем не менее в редких случаях готовился специальный живой выпуск, который обычно показывался после церемонии вручения «Оскара». Это единственное ночное ток-шоу в США, которое не записывалось на плёнку днём, и стало самым длинным ночным ток-шоу на ABC со времён шоу Дика Кэветта, которое показывалось в начале 1970-х гг.

## Джимми Киммел и Мэтт Деймон
Фирменной шуткой шоу стало противостояние Киммела и известного актёра Мэтта Деймона. В конце передачи Киммел благодарил гостей, после чего часто извинялся перед Мэттом Деймоном, для появления которого в студии уже не осталось времени. 12 сентября 2006 года Деймон появился на шоу. После долгого представления Киммелом Мэтт вошёл в студию, после чего Киммел извинился, сообщил, что шоу уже заканчивается, и спросил, не мог бы Мэтт прийти на программу завтра. Деймон в ответ принялся проклинать Киммела во время титров.
31 января 2008 в эфире шоу Сара Сильверман, тогдашняя девушка Киммела, представила музыкальный видеоклип «Fucking Matt Damon», в котором она и Мэтт Деймон в форме песни сообщали Джимми, что они занимаются сексом за его спиной. В 2008 году клип получил премию «Эмми» за лучшую оригинальную песню. Через месяц Киммел представил ответный клип, названный «Fucking Ben Affleck». В клипе также в песенной форме Джимми сообщал, что является любовником давнего друга Деймона, Бена Аффлека. Помимо самого Аффлека в записи клипа приняли участие актёры Брэд Питт, Харрисон Форд, Робин Уильямс, Дон Чидл, Кэмерон Диас, Кристина Эпплгейт, Мит Лоуф, Доминик Монаган, Ребекка Ромейн, Джош Гробан и другие известные люди.
Шутливое противостояние Киммела и Деймона продолжилось в скетче «The Handsome Men’s Club», в котором знаменитости (Стинг, Мэттью Макконахи, Джош Хартнетт, Джон Красински, Итан Хоук и другие) выгоняют Киммела из клуба красивых мужчин, а Деймон закрывает за ним дверь со словами «Прости, Киммел, у нас вышло время». Деймон вновь появляется в пародийном трейлере Movie: The Movie, где ему досталась роль винограда, которую к тому же вырезают при окончательном монтаже, в связи с чем Мэтт выкрикивает оскорбления в адрес Киммела.
Эпизод шоу от 24 января 2013 года вышел с названием Jimmy Kimmel Sucks! («Джимми Киммел — отстой!»). В нём Деймон вёл передачу вместо Киммела, который на протяжении всего эпизода находился в студии привязанным к стулу. Вместо обычных помощников Киммела, парковщика Гильерме и музыканта Клето, в эпизоде участвовали Энди Гарсия и Шерил Кроу. В студии появилось большое количество приглашённых гостей — Николь Кидман, Гэри Олдман, Эми Адамс, Риз Уизерспун, Деми Мур, Сара Силверман, Робин Уильямс и Бен Аффлек. В эпизоде также были показаны видеообращения к Деймону, в которых Дженнифер Лопес, Опра Уинфри, Джон Красински и родители Киммела хвалили Мэтта за отличную работу в качестве ведущего. Эпизод стал самым рейтинговым ночным шоу 24 января, поэтому канал ABC устроил его повторный показ в прайм-тайм через неделю.
Последней на данный момент встречей Киммела и Деймона является эпизод программы от 29 февраля 2016 года, когда Бен Аффлек принёс Деймона на себе под пальто. На это Киммел отреагировал руганью и попытками успокоить рукоплещущую аудиторию, а Деймон торжествующе повторял: «Я на шоу». Бен Аффлек попытался помирить Деймона и Киммела, как их «общий друг», а Мэтт вёл себя как человек, который наконец добился желаемого. Заканчивается сценка тем, что вначале Киммел просит оператора отвернуться от Мэтта Деймона, чтобы в кадр попадали только Джимми и Аффлек, а затем Гильерме и Клето выкатывают кресло с Мэттом из студии. Позднее, в том же выпуске шоу, Деймон появляется в конце эпизода «Вырезанная сцена из фильма „Бэтмен против Супермена: На заре справедливости“». Сцена является расширенным эпизодом встречи Брюса Уэйна и Кларка Кента на вечеринке Лекса Лютора. В ходе вечеринки Киммел узнаёт в Кларке Супермена (играет Генри Кавилл), а в Брюсе (играет Бен Аффлек) — Бэтмена. Оба сперва пытаются отболтаться от него, но затем, когда Киммел с бокалом мартини в руках открывает их личности Лексу Лютору (играет Джесси Айзенберг), оба приступают к угрозам, а Кларк ломает телефон Киммела и топит в бокале, пообещав, что выбросит Киммела с планеты. Позже Джимми объявляет в микрофон личности героев, и Кларк выкидывает его на Марс, где тот встречает Мэтта Деймона в образе из фильма «Марсианин».